# Bahía Azul
Bahía Azul  (en neerlandés Blauwbaai) es una playa en la isla caribeña de Curazao, situada cerca del pueblo de pescadores de Saint-Michiel al noroeste de la capital Willemstad. La playa lleva el nombre de una plantación "Blaauw" que se encuentra cerca. Es la playa más grande de la isla. La playa se utiliza para el snorkeling y el buceo. Muy cerca se encuentran un campo de golf y un campo de hockey.